# San Remo bageri

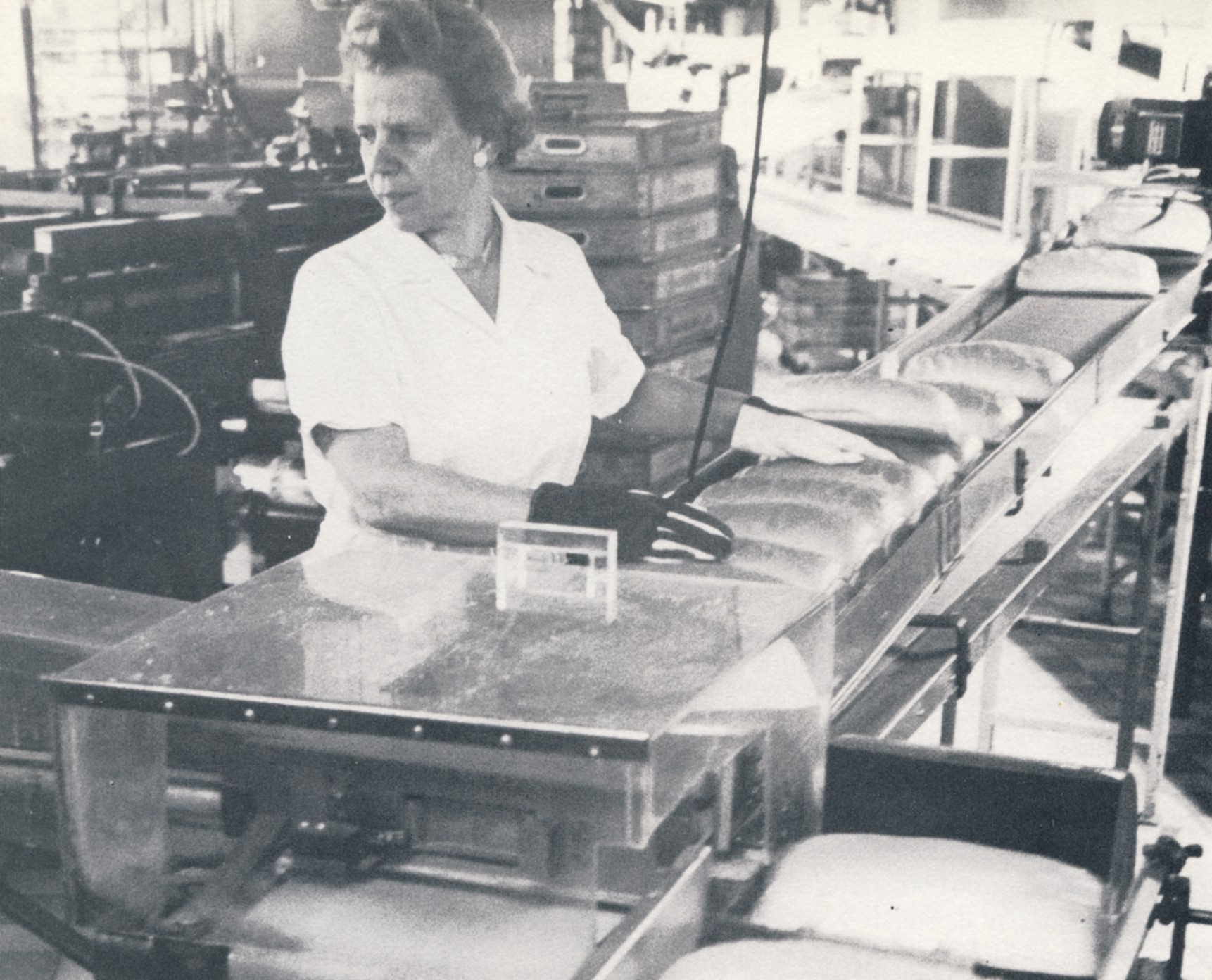
Bageriverksamhet på 1960-talet

San Remo bageri (även Bageri San Remo) var Kooperativa förbundets storbageri i Västberga industriområde i södra Stockholm. Den ursprungliga verksamheten upphörde 2006, varefter huset byggdes om till ett köpcentrum med namnet Västberga Handel.

## Historik
Bageriet, som döptes efter Evert Taubes Den glade bagarn uti San Remo stad, började uppföras på hösten år 1955 efter ritningar av KFAI:s arkitekt Gunnar Henriksson. 1959 startade bageriverksamheten och 1961 invigdes anläggningen i sin helhet. Stilen är modernistisk, där husets funktion även påverkade husets arkitektur. 
En långsträckt byggnadskropp bryts upp av högre volymer med mjölsilo-byggnaden som högsta del. I lågdelen fanns tillverkningslokalerna med deggörning, degdelning, ugnar, kylbanor och slutligen paketering. Långa fönsterband och takets sågtak släppte in ljus i lokalerna. Konstruktionen består av en prefabricerad betongstomme med ljusa fasadelement i betong. Mellan fabriksdelen och kontorsdelen ligger ett glasat trapphus samt en skorsten i gult tegel som ett slags utropstecken. Husets högdel smyckades av en gul, rund skylt med en kringla och texten San Remo Bageri, som syntes långt upp på Södertäljevägen. 
Byggnaden är blåmarkerad av Stockholms stadsmuseum vilket innebär att bebyggelsens kulturhistoriska värde av stadsmuseet anses motsvara fordringarna för byggnadsminnen i Kulturmiljölagen. Stadsmuseet anser att före detta San Remobageriet "är en märkesbyggnad inom svensk industriarkitektur", och "en av Sveriges viktigaste industribyggnader från 1960-talet".

## Västberga Handel
Efter att bageriverksamheten upphörde 2006 revs all inredning och utrustning ut. Åren 2007-2008 byggdes sedan huset om och till, till ett 15 000 m2 stort nytt köpcentrum, Västberga Handel, där Stora Coop är största hyresgäst jämte bland annat Systembolaget.
Sedan 2018 ägs fastigheten Arbetsstolen 3 av Serena Properties AB som har Balder som majoritetsägare.

## Bilder
San Remo-bageriet efter ombyggnaden till köpcentrum i januari 2010.

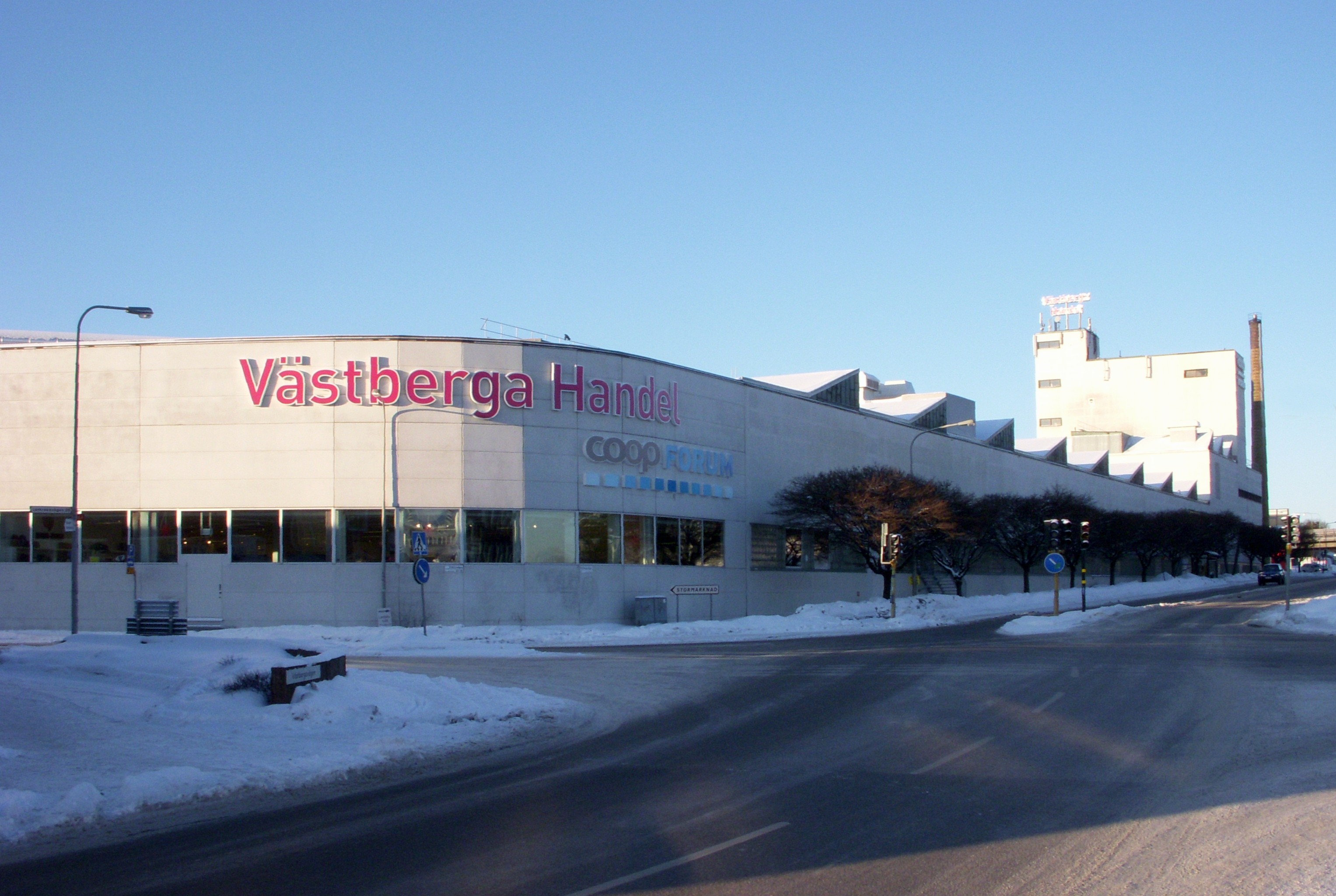
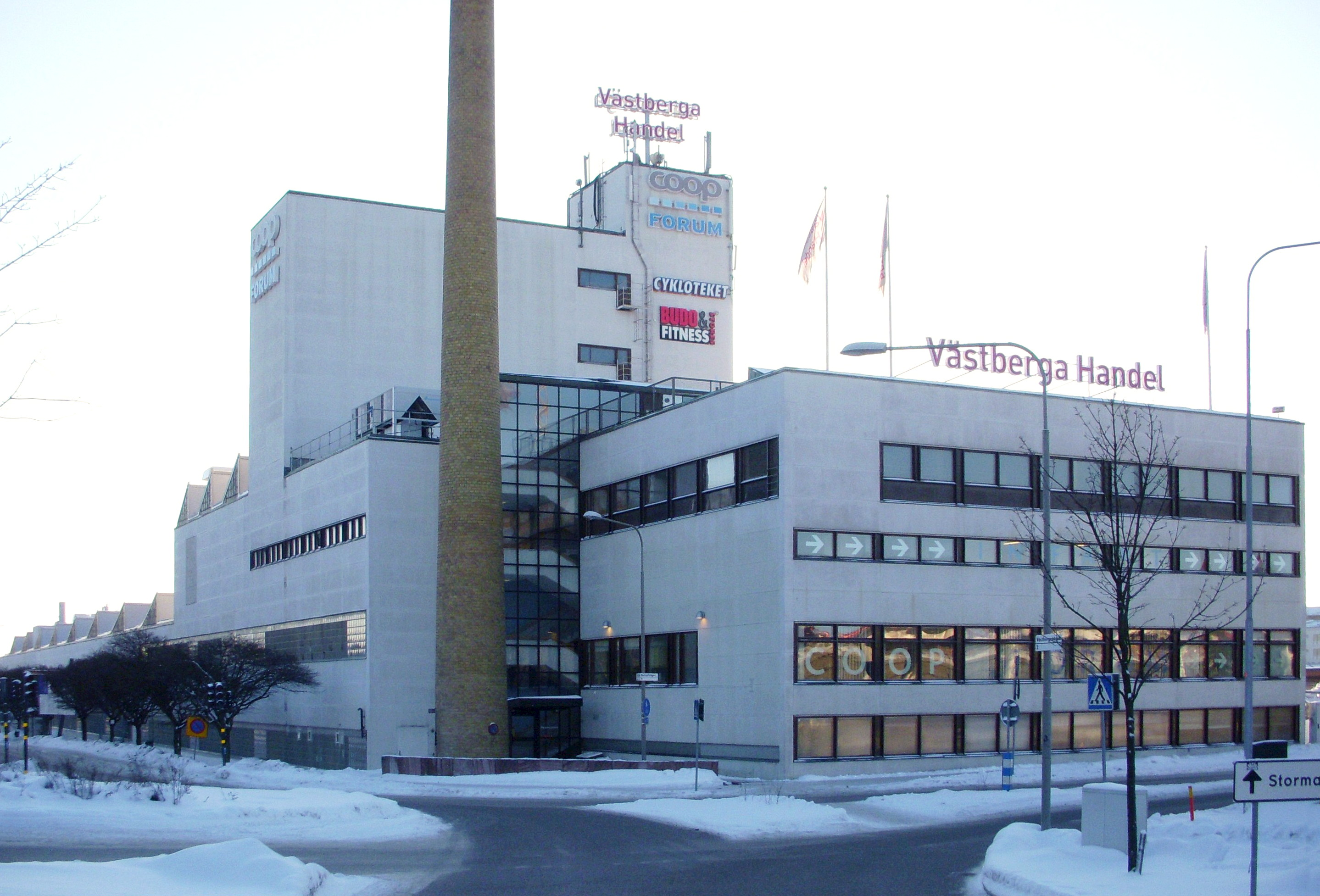
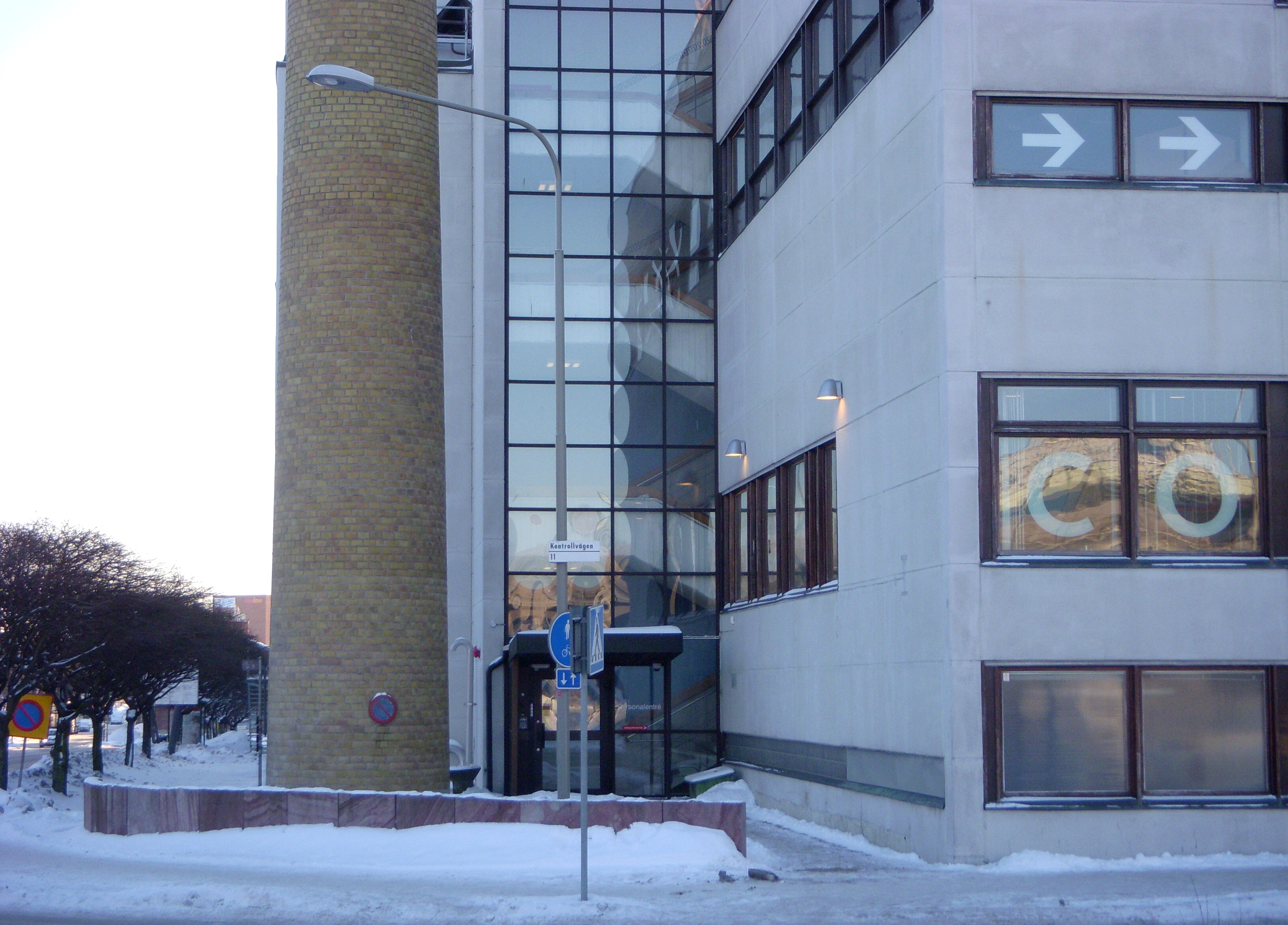
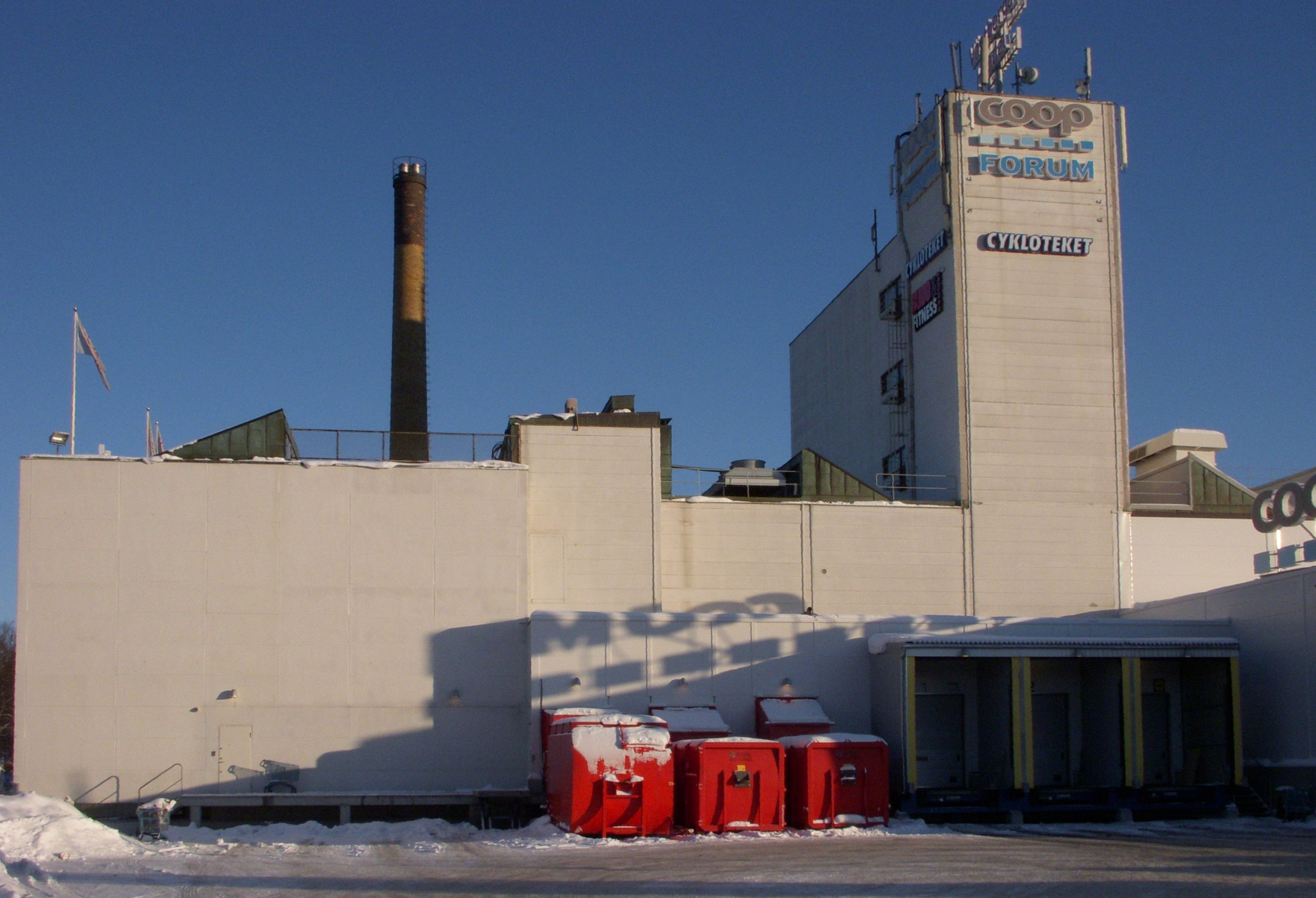
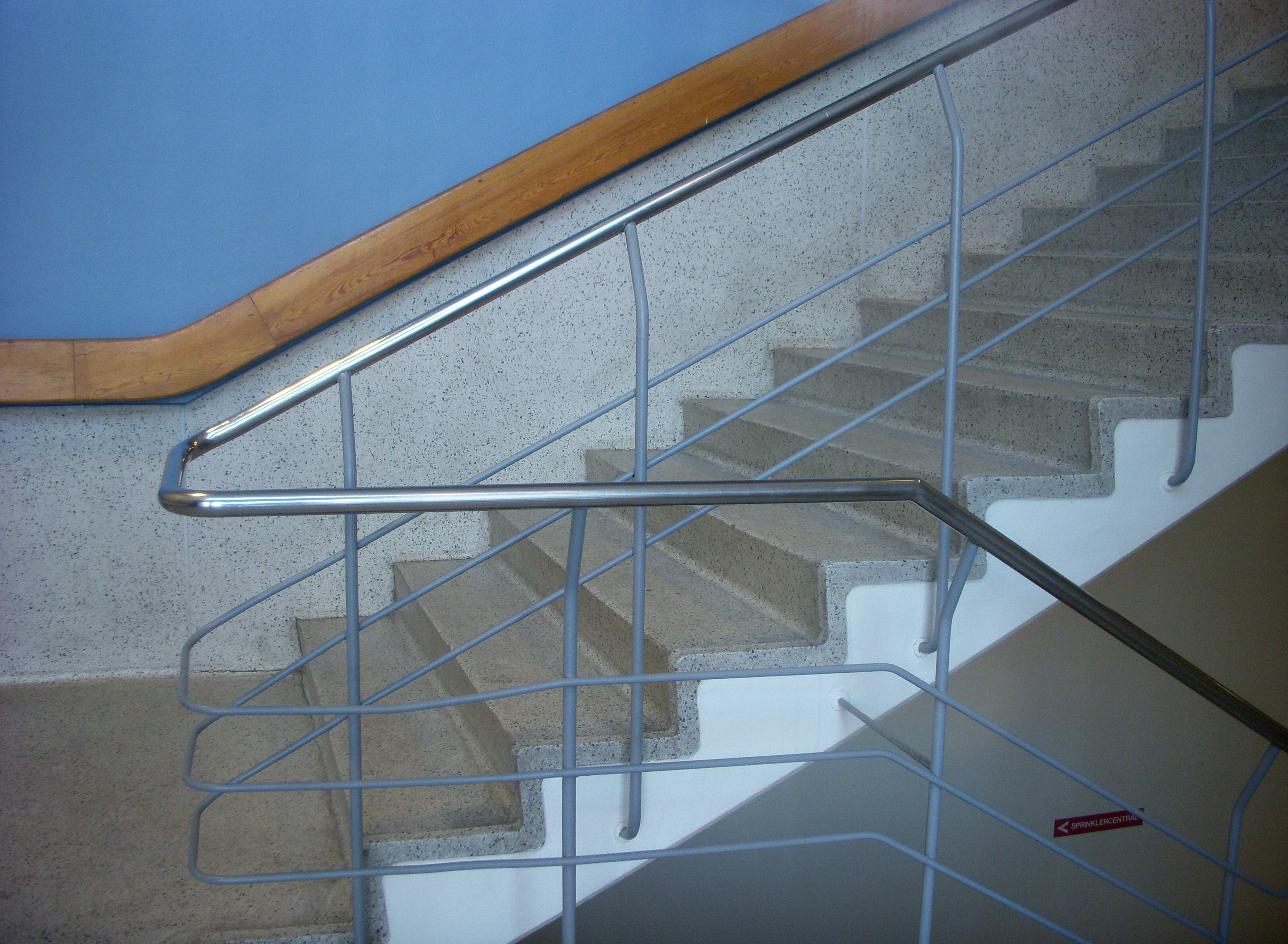